# Nadil
Nadil è un comune dell'Azerbaigian situato nel distretto di Göygöl. Conta una popolazione di 1 032 abitanti.